# Meseta de Bié
La meseta de Bié o meseta Central de Angola es una meseta  ocupa la mayor parte del centro de Angola. La elevación de la meseta está comprendida entre los 1520 m y los 1830 m, aunque su punto más alto, el Morro do Moco, alcanza los 2619 m y es el punto más elevado del país.
Su clima es fresco y tiene la suficiente lluvia para permitir el cultivo de café, maíz, arroz, sisal, caña de azúcar y maní. En las partes más elevadas cae más precipitación, pero disminuye gradualmente en su interior.  Alrededor de la mitad de la población rural de Angola reside en la meseta de Bié.  El ferrocarril de Benguela conecta la región con la costa y las principales ciudades son Huambo y Cuíto.
En el centro de la meseta nacen algunos ríos africanos importantes, que discurren en varias direcciones:
- el río Cunene, de una longitud de 1050 km, que discurre en dirección sur y desagua en el Atlántico;
- el río Cuanza, un río de 965 km que se encamina hacia el noroeste y desagua en el Atlántico;
- el río Zambezi, un largo río de 2.574 km que se hacía el este y desagua en el Índico;
- el Cubango-Okavango, otro largo río de 1.700 km, que se encamina hacia el sur y luego al sureste y desagua en el Atlántico;
- el río Kwango, un largo afluente del río Congo de 1.100 km, que se dirige hacia el norte;
- el río Kasai, otro largo afluente del río Congo de 2.153 km, que se dirige hacia el este y luego al norte;
- el río Kwilu, un largo afluente del Kasai, que se dirige hacia el norte;

En las sierras de la parte occidental de la meseta nacen varios ríos costeros que enseguida alcanzan el Atlántico.
La meseta de Bié se considera la meseta más alta de África.